# 毛刷囊菌属
毛刷囊菌属（学名：Trichocoma），是毛刷囊菌科下的一个属。  

## 下属分类
- Trichocoma levispora Massee
- 髮菌 Trichocoma paradoxa Jungh.